# Geishof (Trunkelsberg)
Geishof ist ein Ortsteil der oberschwäbischen Gemeinde Trunkelsberg im Landkreis Unterallgäu (Bayern).

## Geographie
Die Einöde Geishof liegt an der Kreisstraße MN 15 am westlichen Ortsausgang von Trunkelsberg und an der Stadtgrenze von Memmingen.

## Geschichte
Erstmals wurde die Einöde Geishof im 15. Jahrhundert genannt. Der Name kommt von der ehemaligen Geißenhaltung auf dem Hof des Memminger Schottenklosters, das vom Milden Welf gegründet wurde. Der heutige Walmdachbau wurde 1737 neu errichtet, nachdem der Vorgängerbau abgebrannt war.